# تود هوفمان
تود هوفمان (بالإنجليزية: Todd Huffman)‏ هو مخترِع أمريكي، ولد في 1980.